# Tricrania stansburyi
Tricrania stansburyi es una especie de coleóptero de la familia Meloidae.

## Distribución geográfica
Habita en Utah (Estados Unidos).